# Val Divedro
Het Val Divedro is een bergdal in de Noord-Italiaanse regio Piëmont (provincie Verbania) en het Zwitserse kanton Wallis.
De vallei ligt in de Lepontische Alpen en is een van de zeven zijdalen van het Val d'Ossola. Het Val Divedro door de weg en spoorlijn van de Simplon die de Povlakte met het Rhônedal verbinden. Het dal is uitgesleten door de rivier de Diveria die tijdens slecht weer behoorlijk kan aanwellen en regelmatig schade toebrengt aan de weg. Ten westen van Gondo stroomt de rivier door een nauwe kloof, de Gondoschlucht. 
Het Val Divedro heeft twee grote zijdalen: het Val Cairasca ten noorden van Varzo en het Zwischbergental ten zuiden van Gondo. Het Val Cairasca  behoort grotendeels tot het regionale natuurpark Alpe Veglia. In dit dal ligt het plaatsje San Domenico waar 's winters gewintersport kan worden. 

## Gemeentes in het Val Divedro
- Crevoladossola (I)
- Varzo (I)
- Trasquera (I)
- Zwischbergen (CH)
- Simplon (CH)

## Hoogste bergtoppen
- Fletschhorn (3993 m)
- Monte Leone (3552 m)
- Lagginhorn (4010 m)
- Pizzo Pioltone (2610 m)